# البراكسة
لبراكسة هي قرية مغربية غرب المملكة. تنتمي لبراكسة لإقليم خريبكة. تضم هذه الجماعة القروية 7.334 نسمة (إحصاء 2004).